# San Donaci
San Donaci ist eine italienische Gemeinde mit 6154 Einwohnern (Stand 31. Dezember 2023) in der Provinz Brindisi, Region Apulien.
Die Nachbarorte von San Donaci sind Brindisi, Cellino San Marco, Guagnano (LE), Mesagne und San Pancrazio Salentino.

## Bevölkerungsentwicklung
San Donaci zählt 2220 Privathaushalte. Zwischen 1991 und 2001 fiel die Einwohnerzahl von 7425 auf 7117. Dies entspricht einem prozentualen Rückgang von 4,1 %.